# Testeriano

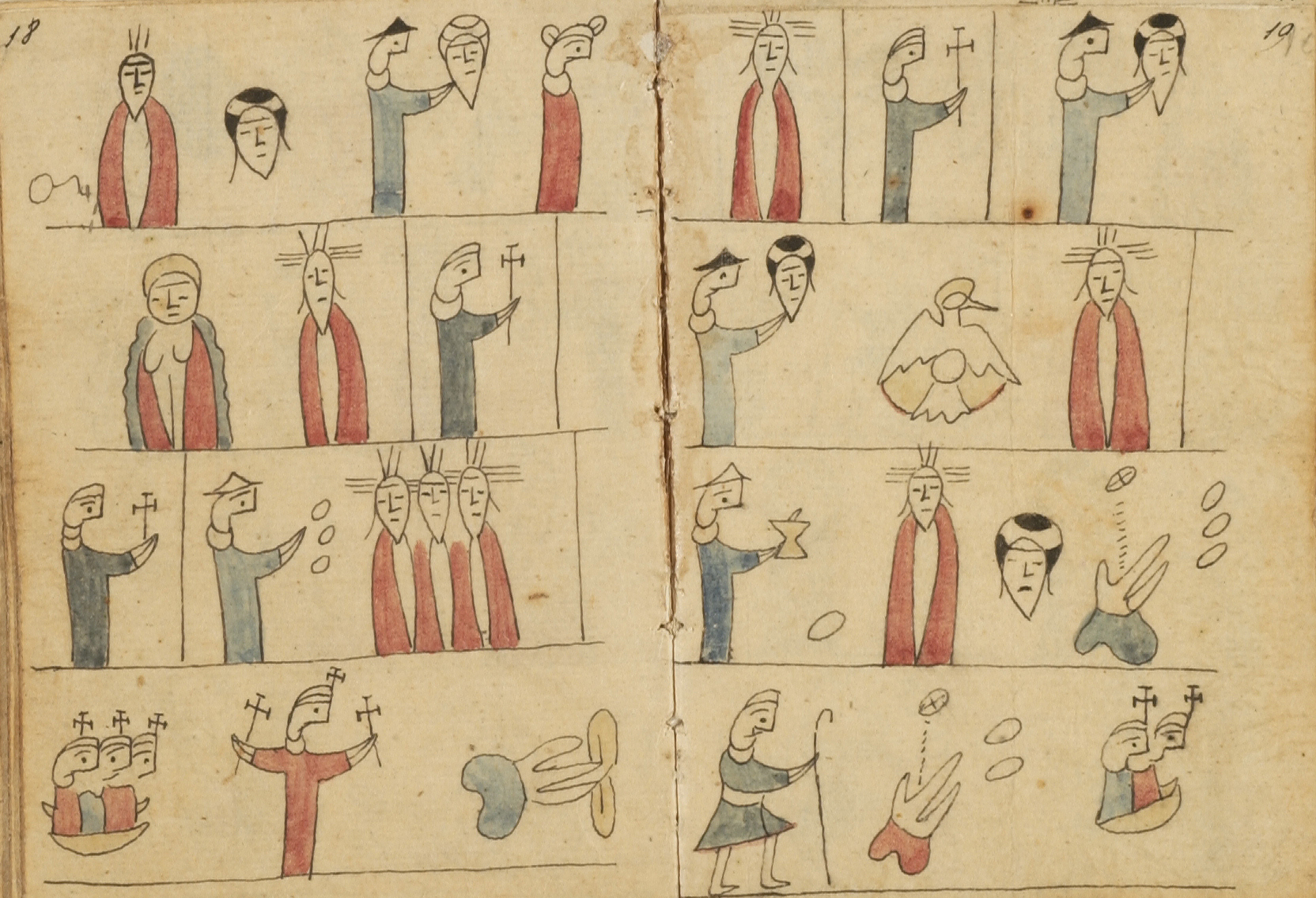
Catecismo Otomi. Manuscrito mesoamericano

El Testeriano es un sistema de escritura pictográfico que se usó hasta el siglo XIX en México. Su invención se atribuye a Jacobo de Testera, un franciscano llegado a tierras mexicanas en 1529. 